# Hrabstwo Nacogdoches

Piramida wieku hrabstwa

Hrabstwo Nacogdoches – hrabstwo położone w USA, w stanie Teksas. Siedzibą hrabstwa jest miasto Nacogdoches, które skupia połowę populacji hrabstwa. Na południu hrabstwa znajduje się część Zbiornika Sama Rayburna, który jest największym jeziorem w całości położonym w Teksasie. Na południu też znajduje się fragment (9,2 tys. akrów) lasu narodowego Angelina.
Powstało w 1836 r. i zostało nazwane imieniem Indian zamieszkujących okolice.

## Gospodarka
Jest wiodącym hrabstwem produkującym drób (w 2022 roku z ponad 18 mln ptaków, zajmuje 3. miejsce w Teksasie i 12. miejsce w USA). W 2017 roku znalazło się na 14. miejscu wśród hrabstw Teksasu produkujących choinki. Ponadto znaczące hodowle bydła (37,1 tys.) i koni. Zaawansowane leśnictwo, przemysł drzewny i akwakultura. Uprawy obejmują produkcję siana i innych pasz, warzywa, jagody i owoce. Znaczące wydobycie gazu ziemnego (33. miejsce w stanie).
47% areału gospodarstw to obszary pasterskie, 28% leśne i 16% zajmują uprawy.

## Sąsiednie hrabstwa
- Hrabstwo Rusk (północ)
- Hrabstwo Shelby (północny wschód)
- Hrabstwo San Augustine (południowy wschód)
- Hrabstwo Angelina (południe)
- Hrabstwo Cherokee (zachód)

## Miasta
- Appleby
- Chireno
- Cushing
- Garrison
- Nacogdoches

## CDP
- Redfield

## Demografia
Według danych pięcioletnich z 2023 roku, mieszkańcy deklarują głównie pochodzenie meksykańskie (18,6%), afroamerykańskie (17,5%), angielskie (10,8%), „amerykańskie” (8,4%), irlandzkie (8,3%) i niemieckie (7,3%).

## Religia
Członkostwo w 2020 roku: 
- protestanci – ok. 50% (gł. baptyści, ewangelikalni, metodyści, zielonoświątkowcy i campbellici)
- katolicy – 12,4%
- mormoni – 1,4%
- świadkowie Jehowy – 0,7%
- muzułmanie – 0,3%.